# Callionymus ikedai
Callionymus ikedai es una especie de peces de la familia Callionymidae en el orden de los Perciformes.

## Morfología
• Los machos pueden llegar alcanzar los 2,3 cm de longitud total.

## Hábitat
Es un pez de mar y de clima tropical y demersal que vive entre 1-8 m de profundidad.

## Distribución geográfica
Se encuentra en la Isla Iriomote (el Japón ).

## Observaciones
Es inofensivo para los humanos